# Les Anges de la nuit (film)
Pour l’article homonyme, voir Les Anges de la nuit pour la série télévisée.
Pour plus de détails, voir Fiche technique et Distribution.
Les Anges de la Nuit (State of Grace) est un film policier américano-britannique réalisé par Phil Joanou et sorti en 1990.

## Résumé
Américain d'origine irlandaise, Terry Noonan revient, après plusieurs années passées à Boston, à Hell's Kitchen. Ce quartier de New York est le fief de la communauté irlandaise et de sa mafia. Devenu inspecteur de police, Terry travaille sous les ordres de Nick Richardson comme agent infiltré. Lors d'une fusillade, Terry tire sur Nick, lors d'un deal de drogue, avec des balles à blanc. Dès lors, sa couverture est en place.
À Hell's Kitchen, entre-temps rebaptisé Clinton, Terry retrouve son ami d'enfance Jackie Flannery et sa sœur Kathleen, avec laquelle il a été en couple. Le frère ainé de Jackie et Kathleen, Frankie, règne désormais sur les affaires mais doit rendre des comptes à Joe Borelli, parrain local de la mafia italo-américaine. Peu à peu, Terry commence à faire des petits « boulots » pour Frankie. Terry retrouve également son vieil ami Stevie McGuire. Ce dernier doit cependant 8 000 $ à un proche de Borelli qui insiste auprès de Frankie pour qu'il soit supprimé. Aidé de son bras droit Pat Nicholson, Frankie l'égorge lui-même et le jette dans le fleuve. Quand Jackie apprend le décès de son ami, il devient incontrôlable et veut se venger, persuadé que Stevie a été tué par les Italiens. De son côté, Terry a de plus en plus de mal à jouer l'infiltré. Il en parle à Nick qui le demande de continuer. Un soir, alors qu'il est au lit avec Kathleen, il lui révèle être un policier.
Terry suspecte Frankie et Pat du meurtre de Stevie. Il se rend dans le bar où était Stevie le soir de sa mort. Il se fait repéré par Pat qui abat ensuite le gérant que Terry était venu questionner. Par ailleurs, Frankie révèle à Kathleen que Terry est un criminel, tout ce qu'elle déteste, et qu'il a tué deux policiers lors d'un deal de drogue. Furieuse, elle se rend chez Terry, qui lui explique que c'était une mise en scène pour sa couverture de policier infiltré.
Dans un bar du quartier irlandais, Jackie — toujours marqué par le décès de Stevie — aperçoit trois Italo-américains du clan Borelli, dont notamment Jimmy Cavello. Alors que ces derniers l'invitent à boire une bière, Jackie les abat froidement. Craignant un conflit avec les Italiens, Frankie est très énervé par les actes de son petit frère. Borelli contacte ensuite Frankie pour un rendez-vous en tête à tête dans un restaurant à Little Italy. Frankie demande à tous ses hommes d'être prêts et que s'il ne les contacte pas dans les prochaines heures, d'aller déclencher un massacre sur place. Terry, Jackie et quelques hommes sont donc en position face au restaurant et attendent patiemment. Borelli met la pression sur Frankie à propos de Jackie. Le parrain lui demande de régler lui-même le problème. Dans la planque, Jackie commence à bouillir et ne peut plus attendre, pressé d'aller en découdre. Terry tente de le calmer mais n'y parvient pas. Frankie finit par téléphoner à la planque mais personne ne répond : Jackie et ses hommes sont déjà en chemin. Alors que Borelli sort devant son restaurant, Jackie arrive armé jusqu'aux dents. Il aperçoit à la dernière minute que Frankie est toujours vivant et se ravise. Borelli a cependant assisté à toute la scène. Frankie fait croire à son frère que tout est arrangé et l'envoie chercher 25 000 $ à Battery Park. Avant cela, Jackie reçoit la visite de Terry qui lui révèle que Frankie a tué Stevie. N'y croyant pas du tout, Jackie réagit violemment et met Terry à la porte. Le policier infiltré, qui a peur pour son ami, avertit Nick du rendez-vous à Battery Park.
La nuit tombée, Terry accompagne Jackie au rendez-vous, qui ne se fait finalement pas à Battery Kark mais au quai 34, près de l'Intrepid Museum. Terry part se cacher et tente de contacter son supérieur dans une cabine téléphonique pour l'avertir du changement de lieu. Alors qu'il passe l'appel, Terry ne voit pas arriver Frankie. Celui-ci abat Jackie d'une balle avant de s'enfuir en voiture. Terry arrive trop tard et pleure son ami d'enfance. Nick arrive peu après sur les lieux et passe un savon à Terry. Il lui demande s'il a vu le tireur. Terry affirme n'avoir rien vu et décide de tout arrêter.
Aux funérailles de Jackie, Terry tente de réconforter Kathleen. Il glisse ensuite une bouteille de whisky dans le cercueil lors de la veillée funèbre. Terry révèle ensuite à Frankie qu'il était sur le quai 34 le soir de la mort de Jackie. Frankie le menace mais Terry lui remet sa plaque de policier avant de partir. Terry se rend ensuite chez Kathleen mais celle-ci ne lui prête que peu d’attention. De son côté, Frankie envoie ses hommes à la recherche de Terry, alors que le quartier fête la Saint-Patrick. Terry se présente ensuite dans le bar où se trouve Frankie, Pat et quelques hommes de main. Terry abat tout d'abord Pat, puis l'un des hommes de main. Un autre le blesse à la jambe avant que Terry le tue. Frankie se mêle ensuite à la fusillade et tire dans le ventre de Terry. Mais, alors que le criminel n'a plus de balles, Terry lui tire dans la tête. Dans la rue, Kathleen assiste seule à la parade de la Saint-Patrick. Dans le bar, Terry, gravement touché, est assis au sol et respire péniblement.

## Fiche technique
Sauf indication contraire, les informations mentionnées dans cette section peuvent être confirmées par la base de données cinématographiques IMDb,  présente dans la section « Liens externes ».
- Titre français : Les Anges de la nuit
- Titre original : State of Grace
- Réalisation : Phil Joanou
- Scénario : Dennis McIntyre
- Musique : Ennio Morricone
- Photographie : Jordan Cronenweth
- Montage : Claire Simpson
- Production : Ned Dowd, Randy Ostrow et Ron Rotholz
- Sociétés de production : Cinehaus, Orion Pictures et The Rank Organisation
- Distribution : Columbia TriStar Films (France), Orion Pictures (États-Unis), Rank Film Distributors (Royaume-Uni)
- Pays de production :  Royaume-Uni,  États-Unis
- Langue originale : anglais
- Lieux de tournage :  États-Unis
- Format : Couleurs (Technicolor) - 1,85:1 - Son Dolby - 35 mm
- Genre : Thriller, policier, néo-noir
- Durées : 134 minutes
- Dates de sortie :
  - États-Unis : 14 septembre 1990
  - Royaume-Uni : 14 juin 1991
  - France : 10 juillet 1991
- Classification[2] :
  - États-Unis : R
  - France : interdit aux moins de 12 ans
- Affiche : Bill Gold (États-Unis)

## Distribution
- Sean Penn (VF : Éric Baugin) : Terrence « Terry » Noonan
- Ed Harris (VF : Jacques Frantz) : Frankie Flannery
- Gary Oldman (VF : Michel Mella) : Jackie Flannery
- Robin Wright (VF : Nadine Delanoë) : Kathleen Flannery
- John Turturro (VF : José Luccioni) : Nick
- John C. Reilly (VF : Jean-Pierre Leroux) : Stevie
- R. D. Call (VF : Jacques Richard) : Pat Nicholson
- Joe Viterelli (VF : Michel Barbey) : Borelli
- Burgess Meredith : Finn
- Deirdre O'Connell : Irene
- Marco St. John : Jimmy Cavello
- Thomas G. Waites : l'un des hommes de main de Frankie
- Thomas F. Duffy : l'un des hommes de main de Frankie
- Jaime Tirelli : Alvarez
- John Roselius : l'un des hommes de main de Borelli
- Mo Gaffney : Maureen
- John MacKay : Raferty
- Jack Wallace : un client du bar
- Vincent Pastore : l'un des hommes de main de Borelli (non crédité)
- James Russo : DeMarco (non crédité)

## Production

### Genèse et développement
Plusieurs éléments de l'intrigue sont basés sur des témoignages de véritables gangsters repentis ou emprisonnés, notamment la rencontre au restaurant avec le mafieux italien. Le scénario est écrit par Dennis McIntyre avec des réécritures non créditées de David Rabe.
Bill Pullman est initialement choisi pour incarner Frankie Flannery. Il sera finalement remplacé par Ed Harris, alors qu'Ed O'Neill avait auditionné. Ce film marque par ailleurs les débuts de Joe Viterelli et Mo Gaffney.

### Tournage
Le tournage a lieu de juin à septembre 1989 et se déroule à New York, principalement à Manhattan (Little Italy, Old Town Bar, Intrepid Museum, gare de Grand Central, ...) ainsi que dans le Bronx (Westchester Avenue).

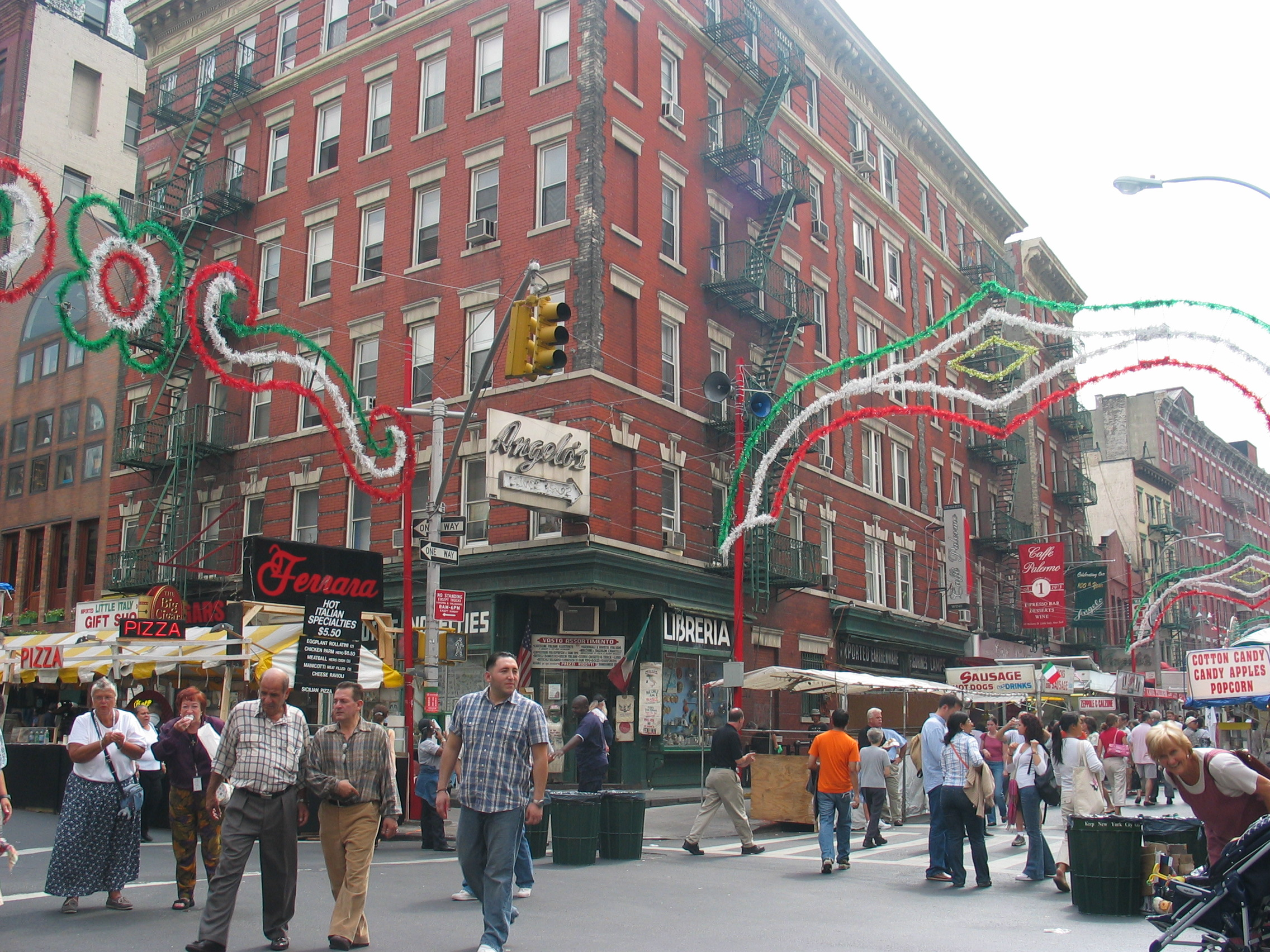
Little Italy
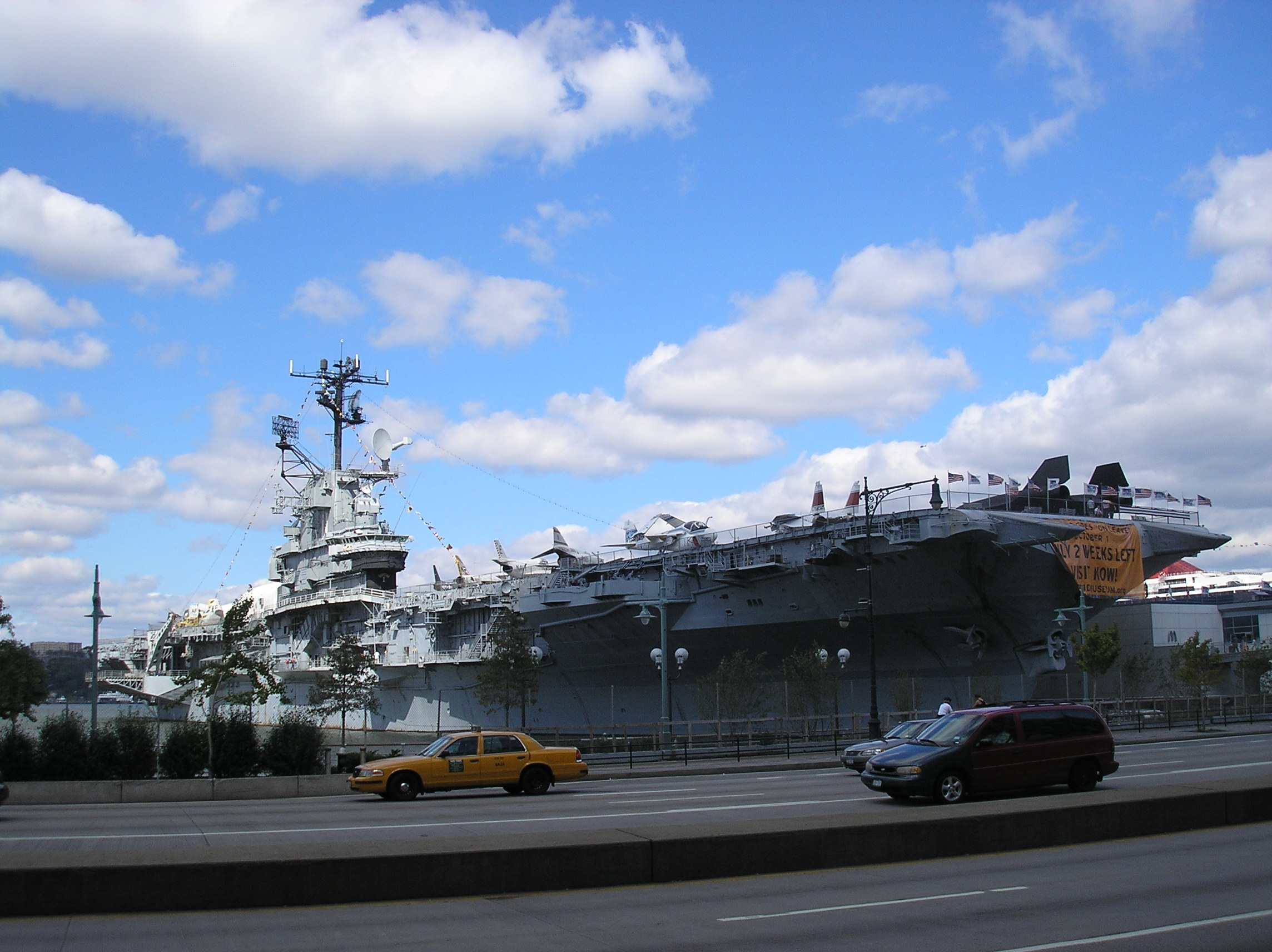
Intrepid Museum
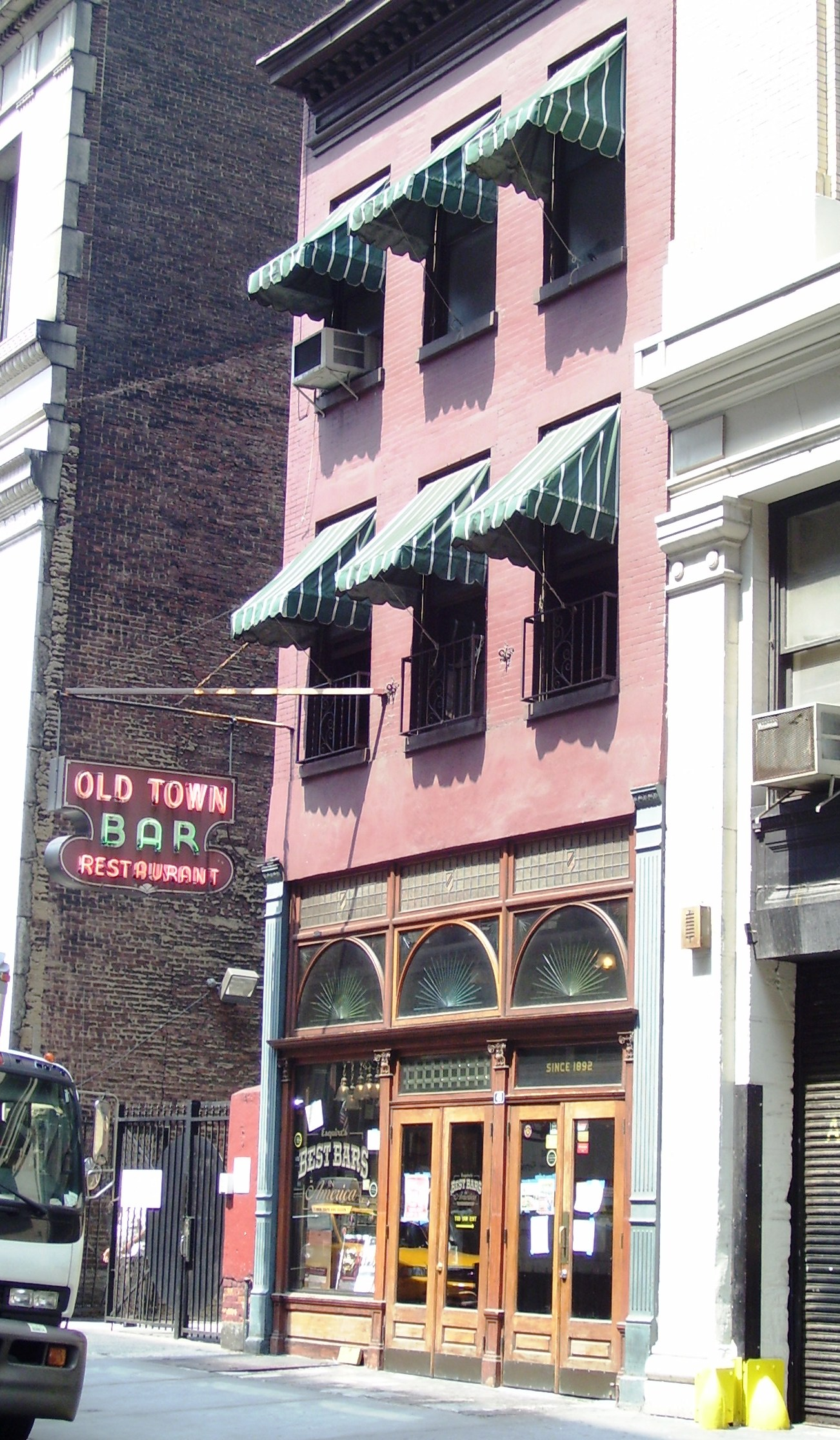
Old Town Restaurant
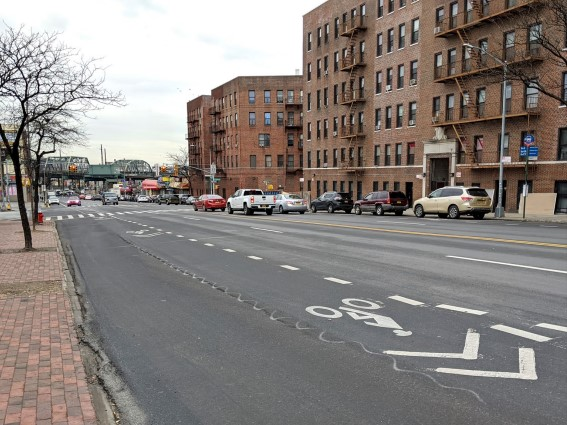
Westchester Avenue dans le Bronx

## Sortie et accueil
Le film n'a pas rencontré le succès commercial (1,9 million $ de recettes pour un budget de 5 millions) car selon Roger Ebert, il est sorti au même moment que Les Affranchis, au thème similaire.
Toutefois, Les Anges de la nuit a obtenu les éloges de la critique, notamment en obtenant 87 % de commentaires positifs sur le site Rotten Tomatoes. Le film a depuis le statut de film culte.

## Commentaires
C'est sur ce film que Sean Penn et Robin Wright se sont rencontrés et seront mariés jusqu'en 2010.